# Dijkzigt
 (novembre 2017).
Dijkzigt est un quartier de la ville de Rotterdam, situé dans l'arrondissement de Rotterdam-Centre. Il est limitrophe, au nord, de la Rochussenstraat (nl), à l'est, du Westersingel (nl), au sud, de la Westzeedijk (nl) et, à l'ouest, du Coolhaven.
Dans le quartier de Dijkzigt, se trouvent principalement des musées, des établissements d'enseignement et des bureaux. Le plus grand complexe du quartier est le centre médical Érasme (Erasmus MC).

## Toponymie
Le nom « Dijkzigt » — ancienne orthographe néerlandaise pour « dijkzicht », signifiant « vue sur la digue » — provient de la Villa Dijkzigt (nl), qui elle même fait référence à la vue sur la digue (Westzeedijk) adjacente.

## Histoire
Le quartier de Dijkzigt est situé dans l'ancien domaine Van Hoboken (nl), qui fut connu jusqu'en 1924 comme une « oasis de verdure » dans la ville de Rotterdam. La Villa Dijkzigt (nl) de la famille d'armateurs Van Hoboken (nl) fut construite entre 1849 et 1852 sur le domaine. Le musée d'histoire naturelle de Rotterdam se situe aujourd'hui dans cette villa.

## Sites et monuments
- Le centre médical Érasme (Erasmus Medisch Centrum), le centre hospitalier universitaire.
- Le parc des Musées (Museumpark).
  - Le Kunsthal, musée d'art ouvert en 1992.
  - Le musée d'histoire naturelle de Rotterdam (Natuurhistorisch Museum Rotterdam).
  - l'Institut d'architecture des Pays-Bas.
  - la maison Sonneveld (nl).
  - le musée Boijmans Van Beuningen.
  - le musée Chabot.
- Le gymnase érasmien (en) (Erasmiaans Gymnasium ou Gymnasium Erasmianum), fondé en 1328. La deuxième plus ancienne école des Pays-Bas.
- L'université des sciences appliquées de Rotterdam (Hogeschool Rotterdam).

- L'Energiehal, démolie à la fin des années 1990.

## Transports

### Métro
Le quartier est desservi par les lignes A, B et C du métro. L'accès se fait à la station Dijkzigt.

## Galerie

Dijkzigt
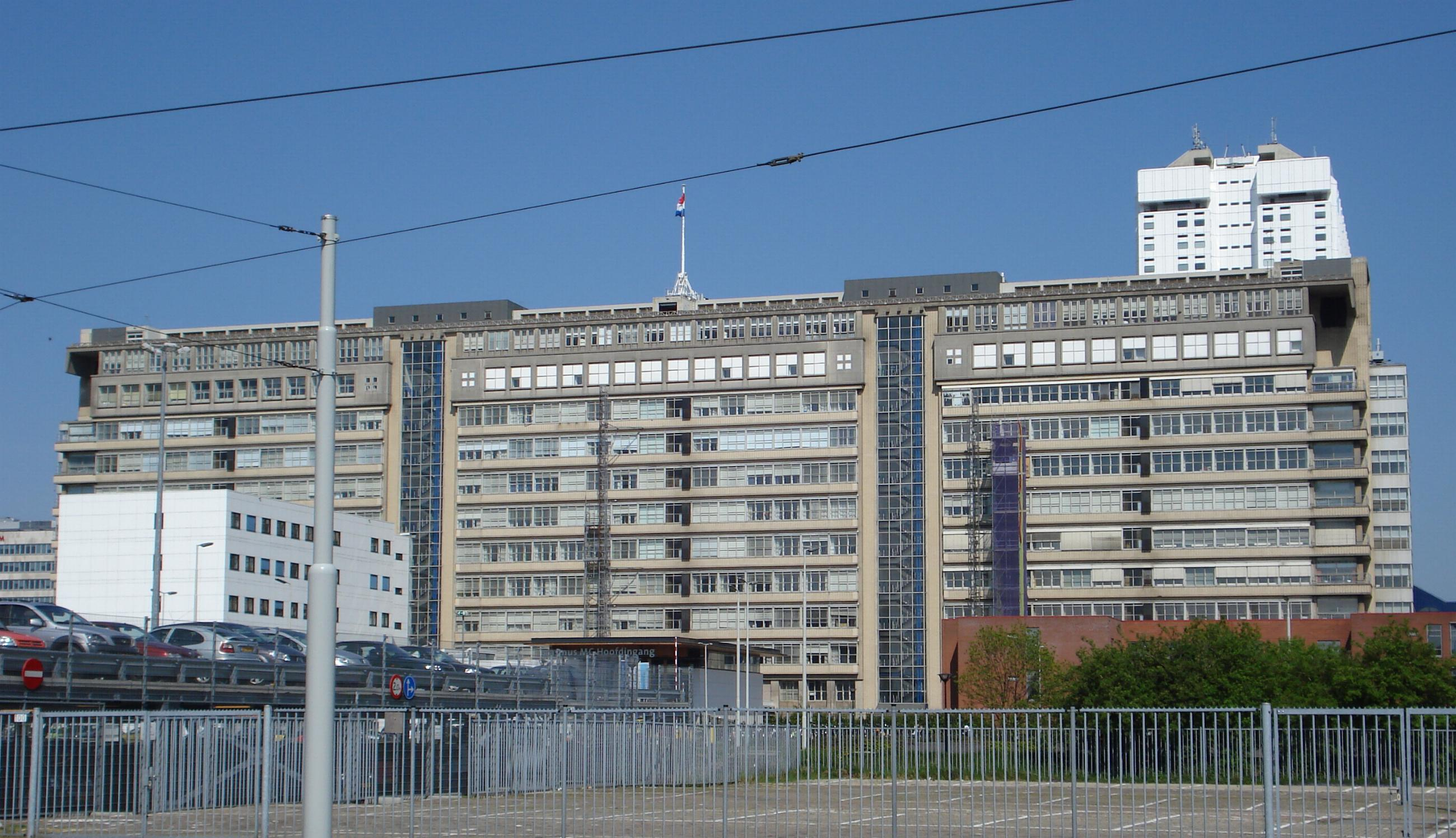
L'ancien hôpital de Dijkzigt, faisant actuellement partie du centre médical Érasme.
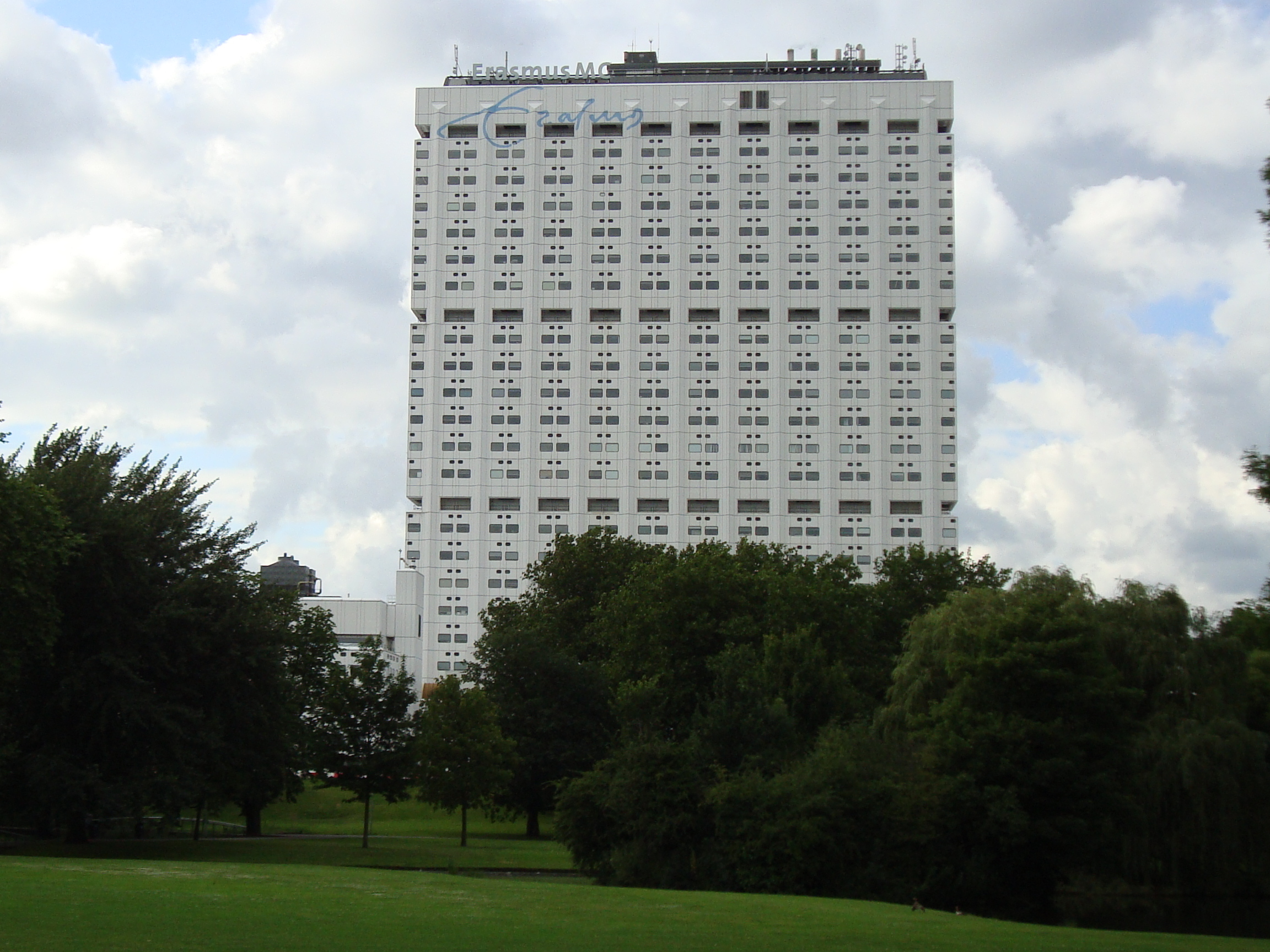
La faculté de médecine du centre médical Érasme.
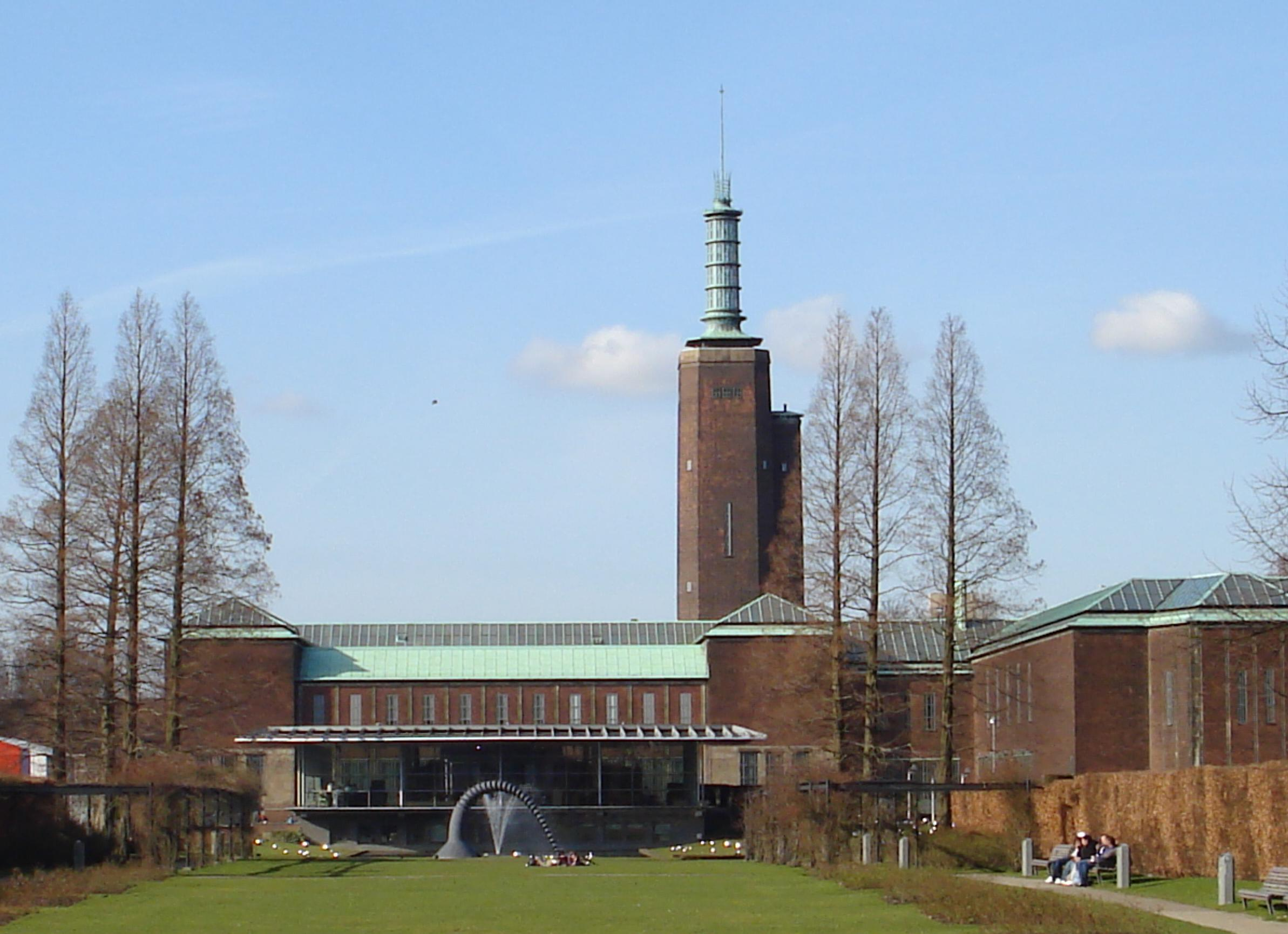
Le musée Boijmans Van Beuningen.
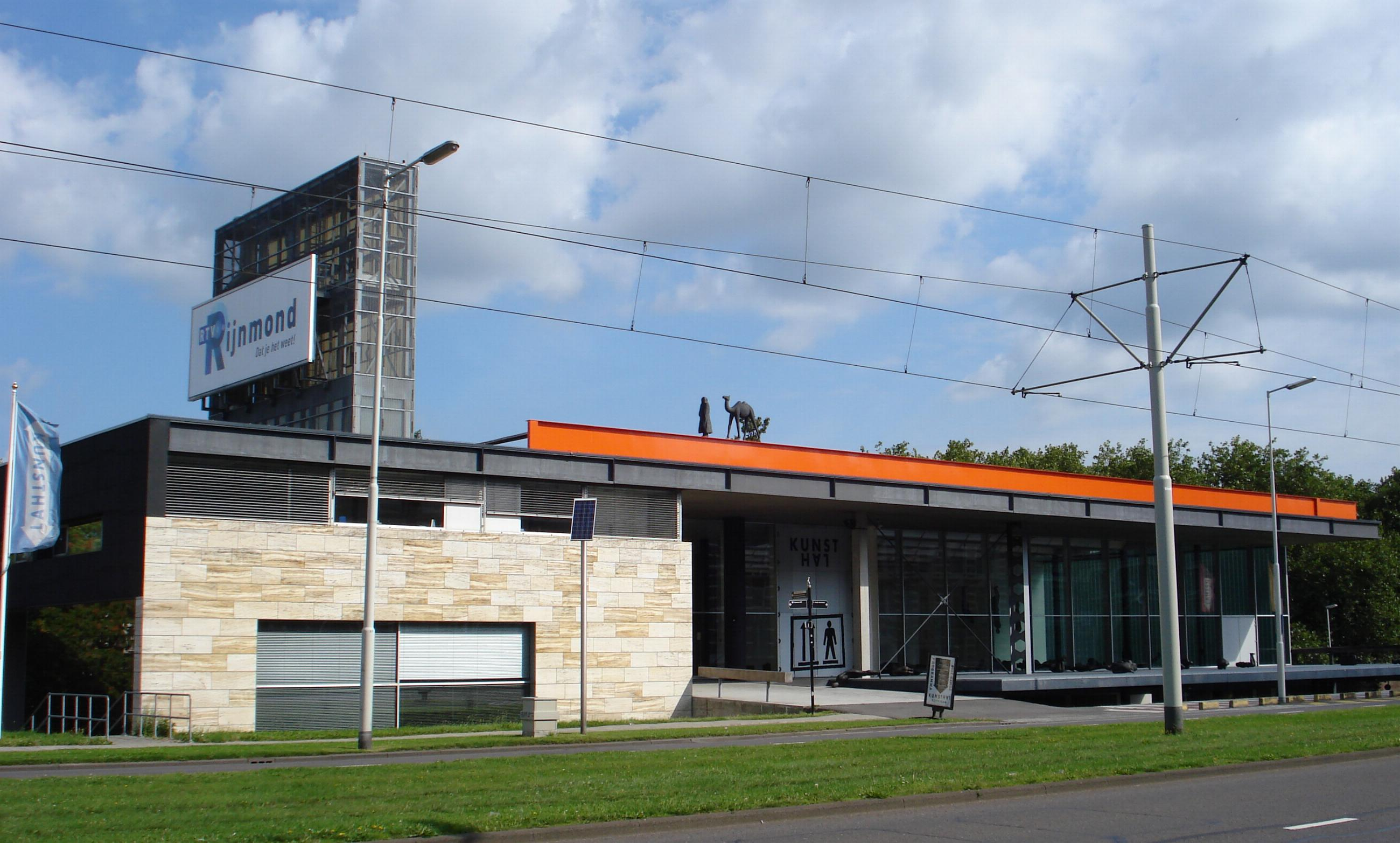
Le Kunsthal.